# Der König von Soho
Der König von Soho ist ein US-amerikanisches Stummfilmmelodram aus dem Jahre 1928 der drei europäischen Regisseure Mauritz Stiller, Ludwig Berger und Lothar Mendes mit Emil Jannings in der Hauptrolle. 

## Handlung
Der kraftstrotzende ehemalige Boxer „Basher Bill“ ist auf die schiefe Bahn geraten. Heute „arbeitet“ er als Zuhälter und Straßenräuber und beteiligt sich an finanziell lohnenden Beutezügen. Man nennt ihn auch, dem deutschen Verleihtitel entsprechend, den „König von Soho“. Doch nun gibt er vor, einer „inneren Erleuchtung“ folgend, sich zum Besseren zu wandeln. Er schließt sich der Londoner Heilsarmee an, die von einer frommen Seele namens Elizabeth, einem reißenden, kreuzbraven Geschöpf, geleitet wird. Bill ist mit einem einfachen Mädchen von der Straße namens Annie zusammen und fühlt sich dennoch umso stärker von Elizabeth angezogen. Er gesteht in einem schwachen Moment, dass er einen Banküberfall begangen hat. Fortan, so ist es sein erklärter Wille, wolle er nur noch den Pfad der Tugend beschreiten. 
Annie ist weder von seinem moralischen Wandel begeistert, noch von der Tatsache, dass Bill sie offensichtlich zugunsten von Elizabeth abgelegt hat und verpfeift ihn aus diesem Grunde bei der Polizei. Als sie kapiert, was sie soeben angerichtet hat, geht Annie zu Bill und warnt ihn vor einer anstehenden Verhaftung. Doch es ist zu spät. Bill gerät in polizeilichem Gewahrsam, kann aber wenig später wieder entkommen. Er will sich nun ganz der frommen Arbeit der Heilsarmisten anschließen und sich um die Armen, Kranken und Schwachen kümmern. Seinen ernsthaften Wandel kann er sogleich unter Beweis stellen, denn seine einstigen Ganoven-Kumpels haben Elizabeth und die Ihren gefangen genommen und wollen sie als menschliche Schutzschilde gegen die anrückende Polizei missbrauchen. Bill setzt ohne zu zögern sein eigenes Leben ein, um zu retten, was zu retten ist.

## Produktionsnotizen
Die Dreharbeiten zu Der König von Soho begannen bereits am 3. Januar 1927 und zogen sich wohl über ein ganzes Jahr hin. Erst am 26. Januar 1928 kam es in New York zur Weltpremiere. Die deutsche Erstaufführung war am 31. Mai 1929 in Berlin. Der Film, dessen Hauptregisseur Mauritz Stiller war, gilt heute als verschollen.
B. P. Schulberg und Benjamin Glazer übernahmen die Produktionsleitung, Hans Dreier entwarf die Filmbauten.

## Kritiken
Mordaunt Hall schrieb in der New York Times: „Es ist schade, dass der große deutsche Schauspieler Emil Jannings beim Nickerchen erwischt wurde und in einer so zwielichtigen, vulgären und angespannten Geschichte auftritt, wie sie in "The Street of Sin" erzählt wird ... Mr. Jannings hat eine Reihe von hervorragenden Leistungen auf die Leinwand gebracht … Dann, in seinem vorherigen Film, "Das letzte Kommando", gab er nicht nur eine sehr kraftvolle Leistung, sondern lieh der Rolle des russischen Generals die Züge eines gefallenen Aristokraten, sowohl in Ausdruck als auch Gestus. In "The Street of Sin" ist Herr Jannings zum ersten Mal aus seinem Element heraus, denn offensichtlich ist sein Wissen über Londons Unterwelt begrenzt. (…) Es ist eine schwerfällige Angelegenheit, die in einem Akt anstatt sechs hätte erzählt werden können.“

„Jannings erweist auch in dieser Rolle seine großen darstellerischen Fähigkeiten, vermeidet die Klippen von Brutalität und Kitsch, kann aber über die Unwahrscheinlichkeit des trotz des Londoner Schauplatzes nach spezifisch amerikanische Mentalität  gearbeiteten Sujets nicht hinweghelfen. Gegenüber der als Dirne ganz ausgezeichneten Baclanova bleibt Fay Wray (Die Heilsarmeeschwester) blaß und süßlich. Ausgezeichnet gelungen ist die Zeichnung des Milieus und die Auswahl der die Hauptdarsteller umgebenden Verbrechertypen (…) Gesamtqualifikation: Über dem Durchschnitt.“